# Gennemtræk
|  | Denne artikel er oprettet af botten PalnaBot ud fra en ekstern database. Den kan derfor have sproglige fejl eller mangler. Denne skabelon kan fjernes efter kontrol af indholdet. |

Gennemtræk er en dokumentarfilm fra 1997 instrueret af Steen Carlsen efter manuskript af Steen Carlsen.

## Handling
Donau er udgangspunkt for enhver militær operation, lige meget hvilken retning denne føres i; den er en ypperlig forsvarslinie, egnet til at gøre front mod et hvilket som helst angreb, hvor det end måtte komme fra... Oberst B. Sironi. Et videodokument fra Budapest.